# Theloderma laeve
Theloderma laeve е вид жаба от семейство Rhacophoridae.

## Разпространение
Видът е разпространен във Виетнам.